# Glashütte
Glashütte est une ville de Saxe (Allemagne), située dans l'arrondissement de Suisse-Saxonne-Monts-Métallifères-de-l'Est, dans le district de Dresde. Elle est très connue pour être le berceau de l'horlogerie allemande, et en particulier pour la fabrication des montres Glashütte.

## Économie
- A. Lange & Söhne : Fabrique et marque d'horlogerie très haut de gamme, membre du groupe Richemont
- Glashütte Original: Fabrique et marque d'horlogerie haut de gamme, membre du Swatch Group
- Union Glashütte : Fondée en 1893, Fabrique et marque d'horlogerie milieu de gamme,membre du Swatch Group
- Tutima Glashütte, fondée à Glashütte au milieu des années 1920, puis "exilée" en R.F.A. à Memmelsdorf (Bavière), puis Ganderkesee (Basse Saxe) durant la guerre froide. La marque revint à Glashütte, sa ville natale, en mai 2011. C'est une marque familiale indépendante.
- Mühle Glashütte (Nautische Instrumente) : Fondée en 1869, spécialisée dans les montres et les instruments de précision pour la marine. C'est une marque familiale indépendante. Elle fabrique aujourd'hui les montres qui équipent les commandos de marine et les garde-côtes allemands.
- Nomos Glashütte, depuis 1991 aussi exclusivement avec des montres mécaniques.

## Personnalités liées à la ville
- Carl Friedrich von Rumohr (1795-1843), historien né à Reinhardtsgrimma ;
- Karl Neumer (1887-1984), coureur cycliste né à Reinhardtsgrimma ;
- Wolf Hagemann (1898-1983), général né à Glashütte.